# Бастоњ
Бастоњ је град и општина Валоније лоцирана у провинцији Луксембург у Арденима, Белгија. 

## Клима
Бастоњ има океанску климу сличну остатку Белгије, али са више континенталних утицаја због тога што је у унутрашњости и на већој надморској висини у односу на равничарска подручја ближе Атлантику. Упркос томе, зиме су веома умерене за његову географску ширину и иако су снежне падавине и мразеви уобичајени, температура остаје мало изнад нуле.
| Клима Бастоња (1981–2010 нормале; сунчаност 1984–2013) | Клима Бастоња (1981–2010 нормале; сунчаност 1984–2013) | Клима Бастоња (1981–2010 нормале; сунчаност 1984–2013) | Клима Бастоња (1981–2010 нормале; сунчаност 1984–2013) | Клима Бастоња (1981–2010 нормале; сунчаност 1984–2013) | Клима Бастоња (1981–2010 нормале; сунчаност 1984–2013) | Клима Бастоња (1981–2010 нормале; сунчаност 1984–2013) | Клима Бастоња (1981–2010 нормале; сунчаност 1984–2013) | Клима Бастоња (1981–2010 нормале; сунчаност 1984–2013) | Клима Бастоња (1981–2010 нормале; сунчаност 1984–2013) | Клима Бастоња (1981–2010 нормале; сунчаност 1984–2013) | Клима Бастоња (1981–2010 нормале; сунчаност 1984–2013) | Клима Бастоња (1981–2010 нормале; сунчаност 1984–2013) | Клима Бастоња (1981–2010 нормале; сунчаност 1984–2013) |
| Показатељ \ Месец                                      | .Јан.                                                  | .Феб.                                                  | .Мар.                                                  | .Апр.                                                  | .Мај.                                                  | .Јун.                                                  | .Јул.                                                  | .Авг.                                                  | .Сеп.                                                  | .Окт.                                                  | .Нов.                                                  | .Дец.                                                  | .Год.                                                  |
| ------------------------------------------------------ | ------------------------------------------------------ | ------------------------------------------------------ | ------------------------------------------------------ | ------------------------------------------------------ | ------------------------------------------------------ | ------------------------------------------------------ | ------------------------------------------------------ | ------------------------------------------------------ | ------------------------------------------------------ | ------------------------------------------------------ | ------------------------------------------------------ | ------------------------------------------------------ | ------------------------------------------------------ |
| Максимум, °C (°F)                                      | 3,1 (37,6)                                             | 4,2 (39,6)                                             | 8,2 (46,8)                                             | 12,1 (53,8)                                            | 16,3 (61,3)                                            | 19,1 (66,4)                                            | 21,4 (70,5)                                            | 21,1 (70)                                              | 17,2 (63)                                              | 12,7 (54,9)                                            | 7,0 (44,6)                                             | 3,8 (38,8)                                             | 12,3 (54,1)                                            |
| Просек, °C (°F)                                        | 0,3 (32,5)                                             | 0,8 (33,4)                                             | 4,1 (39,4)                                             | 7,1 (44,8)                                             | 11,3 (52,3)                                            | 14,1 (57,4)                                            | 16,3 (61,3)                                            | 15,9 (60,6)                                            | 12,5 (54,5)                                            | 8,8 (47,8)                                             | 4,2 (39,6)                                             | 1,3 (34,3)                                             | 8,2 (46,8)                                             |
| Минимум, °C (°F)                                       | −2,4 (27,7)                                            | −2,7 (27,1)                                            | 0,0 (32)                                               | 2,2 (36)                                               | 6,3 (43,3)                                             | 9,0 (48,2)                                             | 11,2 (52,2)                                            | 10,7 (51,3)                                            | 7,8 (46)                                               | 5,1 (41,2)                                             | 1,4 (34,5)                                             | −1,2 (29,8)                                            | 4,0 (39,2)                                             |
| Количина падавина, mm (in)                             | 104,9 (4,13)                                           | 83,2 (3,276)                                           | 86,9 (3,421)                                           | 68,5 (2,697)                                           | 78,5 (3,091)                                           | 79,4 (3,126)                                           | 76,9 (3,028)                                           | 81,9 (3,224)                                           | 78,7 (3,098)                                           | 91,4 (3,598)                                           | 90,0 (3,543)                                           | 105,5 (4,154)                                          | 1.025,8 (40,386)                                       |
| Дани са падавинама                                     | 14,4                                                   | 12,3                                                   | 14,4                                                   | 10,8                                                   | 12,1                                                   | 11,7                                                   | 11,9                                                   | 11,1                                                   | 11,1                                                   | 12,8                                                   | 14,5                                                   | 15,2                                                   | 152,1                                                  |
| Сунчани сати — месечни просек                          | 43                                                     | 70                                                     | 117                                                    | 165                                                    | 193                                                    | 194                                                    | 212                                                    | 200                                                    | 140                                                    | 100                                                    | 46                                                     | 34                                                     | 1.513                                                  |
| Извор: Royal Meteorological Institute                  |                                                        |                                                        |                                                        |                                                        |                                                        |                                                        |                                                        |                                                        |                                                        |                                                        |                                                        |                                                        |                                                        |